# Лейн (Оклахома)
Лейн (англ. Lane) — переписна місцевість (CDP) в США, в окрузі Атока штату Оклахома. Населення — 300 осіб (2020).

## Географія
Лейн розташований за координатами 34°18′0″ пн. ш. 95°59′23″ зх. д. / 34.30000° пн. ш. 95.98972° зх. д. (34.299880, -95.989631).  За даними Бюро перепису населення США в 2010 році переписна місцевість мала площу 20,69 км², з яких 20,60 км² — суходіл та 0,09 км² — водойми.

## Демографія
Згідно з переписом 2010 року, у переписній місцевості мешкало 414 осіб у 172 домогосподарствах у складі 114 родин. Густота населення становила 20 осіб/км².  Було 190 помешкань (9/км²).
Расовий склад населення:
| - 73,4 % — білих - 15,9 % — корінних американців - 1,4 % — осіб інших рас |

До двох чи більше рас належало 9,2 %. Частка іспаномовних становила 3,4 % від усіх жителів.
За віковим діапазоном населення розподілялося таким чином: 25,6 % — особи молодші 18 років, 55,1 % — особи у віці 18—64 років, 19,3 % — особи у віці 65 років та старші. Медіана віку мешканця становила 41,8 року. На 100 осіб жіночої статі у переписній місцевості припадало 81,6 чоловіків;  на 100 жінок у віці від 18 років та старших — 89,0 чоловіків також старших 18 років.
Середній дохід на одне домашнє господарство  становив 54 592 долари США (медіана — 39 063), а середній дохід на одну сім'ю — 63 699 доларів (медіана — 54 375). Медіана доходів становила 82 857 доларів для чоловіків та 30 577 доларів для жінок. За межею бідності перебувало 23,7 % осіб, у тому числі 31,0 % дітей у віці до 18 років та 18,8 % осіб у віці 65 років та старших.
Цивільне працевлаштоване населення становило 152 особи. Основні галузі зайнятості: публічна адміністрація — 13,8 %, мистецтво, розваги та відпочинок — 13,2 %, освіта, охорона здоров'я та соціальна допомога — 13,2 %.